# Partido Trabalhista Mexicano (1919)
O Partido Trabalhista Mexicano foi um partido político social-democrata do México que existiu de 21 de dezembro de 1919 até 1941.

## História
O PLM foi fundado por Luis N. Morones, um dos principais dirigentes sindicais do país.  O PLM funcionou como o braço político da Confederación Regional Obrera Mexicana (CROM), o sindicato mais poderoso do país.Na década de 1920, o PLM era o partido mais poderoso do México e tinha como presidentes do México Álvaro Obregón (1920-1924) e Plutarco Elías Calles (1924-1928) eleitos por chapa eleitoral. Em 1922, o PLM conseguiu derrotar o Partido Liberal Constitucionalista (PLC) nas eleições legislativas, tornando-se o maior partido do Congresso da União. Competição entre partidos rivais, incluindo o PLC, o Partido Cooperativo Nacional (PNC), o Partido Comunista Mexicano (PCM), o Partido Nacional Agrário (PNA) e o Partido Nacional Anti-Reeleicionista (PNA) Muitas vezes foi violento e o governo no poder geralmente apoiou o Partido Trabalhista Mexicano.

## Dissolução
Em 1928, após o assassinato de Álvaro Obregón, o poder do partido começou a decair. Suspeitou-se que Morones se beneficiou com a morte de Obregón e o governo Calles retirou o seu apoio. Em 1929, Calles fundou seu próprio partido, o Partido Nacional Revolucionário (PNR), que se tornaria o partido "oficial". O PLM participou pela última vez nas eleições presidenciais de 1940, quando apoiou o candidato considerado de direita Juan Andreu Almazán, que também foi apoiado pelos idealizadores do então recém-nascido Partido Ação Nacional. 

## Eleições
- Em 1929, 1934 e 1940, o PLM fez parte de coligações com outros partidos, não lançando candidatos próprios. Políticos do PLM que não migraram para o PRM, apoiaram o novo partido nas duas primeiras eleições, porém, em 1940, o PLM apoiou o candidato considerado de direita, Juan Andreu Almazán do PRUN.

- em 1929, foi realizada uma eleição extraordinária após a morte de Álvaro Obregón, vencedor das eleições de 1928. Durante esse intervalo, Emilio Portes Gil ocupou a presidência.

| Data   | Candidato apoiado       | Partido | CI. | Votos     | %             |
| ------ | ----------------------- | ------- | --- | --------- | ------------- |
| 1920   | Álvaro Obregón          | PLM     | 1.º | 1 131 751 | 95,8 / 100,0  |
| 1924   | Plutarco Elías Calles   | PLM     | 1.º | 1 340 634 | 84,1 / 100,0  |
| 1928   | Álvaro Obregón          | PLM     | 1.º | 1 670 453 | 100,0 / 100,0 |
| 1929** | Pascual Ortiz Rubio     | PNR     | 1.º | 1 947 848 | 93,5 / 100,0  |
| 1934*  | Lázaro Cárdenas del Río | PNR     | 1.º | 2 225 002 | 98,2 / 100,0  |
| 1940*  | Juan Andreu Almazán     | PRUN    | 2.° | 151 101   | 5,7 / 100,0   |

1. ↑  Galeana, Benita (1994). Benita (em espanhol). [S.l.]: SEP. p. 10. ISBN 978-968-29-5785-7. OCLC 34687616. Consultado em 23 de julho de 2021
2. ↑  Leal, Juan Felipe. "Sindicatos y partidos políticos en México." Estudios Políticos 3 (1983) p. 6
3. ↑  Aguilar García, Javier, "Confederación Regional Obrera Mexicana (CROM)" en Encyclopedia of Mexico, Chicago: Fitzroy Dearborn 1997, p. 295
4. ↑  Carmona, Doralicia. «Se funda el Partido Laborista Mexicano» Parâmetro desconhecido |sitioweb= ignorado (|website=) sugerido (ajuda)